# Анаксимен Лампсакский
Анаксимен Лампсакский (др.-греч. Ἀναξιμένης; 390—380 годы до н. э., Лампсак — около 320 года до н. э.) — древнегреческий ритор и историк.
Анаксимен родился в Лампсаке, затем переехал в Афины, где создал школу риторики. Впоследствии он был принят при дворе македонского царя Филиппа II и, возможно, стал одним из наставников юного царевича Александра. Согласно античной традиции, в 334 году до н. э. спас свой родной город Лампсак от разрушения македонянами.
По одной из версий, Анаксимен написал один из первых учебников по ораторскому искусству «Риторика для Александра». Также создал несколько исторических трактатов, от которых сохранились лишь небольшие отрывки в трудах других античных авторов.

## Биография
Анаксимен родился в семье Аристокла в малоазийском городе на побережье Геллеспонта Лампсаке в 390—380-х годах до н. э.
Обучался риторике и философии в Афинах у Диогена и Зоила. Впоследствии создал собственную школу риторики. К этому времени относятся два анекдота об Анаксимене, оба они были описаны у Диогена Лаэртского. Диоген Киник попросил у тучного Анаксимена часть брюха для «нас нищих». В другой раз он стал показывать тем, кто слушал речь Анаксимена, солёную рыбу, чем отвлёк их внимание; на возмущение Анаксимена Диоген ответил, что одна солёная рыба способна нивелировать все его рассуждения.
Ю. Брзоска предположил, что школа Анаксимена представляла тесно связанное с риторикой эристико-диалектическое направление кинизма. Среди его учеников античные источники упоминают Тимолая из Лариссы и Архия из Фурий. Также Плутарх упоминал некоего молодого ритора «ученика Анаксимена», который не смог ответить на вопрос Антигона.
Взгляды Анаксимена противоречили учению знаменитого ритора Исократа. В античных источниках это нашло отображение в отсылках на плохие отношения между Анаксименом и представителями исократовой школы Феокритом и Феопомпом. Так, Гермипп, согласно Афинею, утверждал, что Феокрит бранил Анаксимена за неумение одеваться со вкусом. Также, согласно Павсанию, Анаксимен настолько мастерски умел копировать чужой стиль, что один раз написал пасквиль от имени Феопомпа «Триглав» (др.-греч. Τρικαρανος), в котором возложил ответственность за государственный упадок Греции на Афины, Спарту и Фивы. Этим он обеспечил своему врагу ненависть со стороны всех греков.
В Афинах Анаксимен стал также известен в качестве составителя речей, как судебных, так и хвалебных эпидейктических панегириков. Афиней писал, что именно Анаксимен составил обвинительную речь для Эвфия во время знаменитого процесса против гетеры Фрины. Также, по одной из версий, именно Анаксимен написал один из древнейших учебников ораторского искусства — «Риторика для Александра» (др.-греч. ῥητορικὴ πρὸς Ἀλέξανρον), который традиционно приписывается Аристотелю и включается в «Corpus Aristotelicum».
Впоследствии Анаксимен переехал в Македонию, где был принят ко двору Филиппа II. Анаксимен, согласно Валерию Максиму и византийскому энциклопедическому словарю X века «Суда», стал одним из наставников юного царевича Александра. Диоген Лаэртский писал, что Александр «возвеличивал Анаксимена и одарял Ксенократа нарочно, чтобы огорчить Аристотеля», который попал у него в немилость. По мнению современных историков, однако, данные об обучении Анаксименом Александра являются ошибочными, восходя к псевдоисторическому роману «История Александра Великого» II—I веков до н. э.
До 334 года до н. э. Анаксимен переехал в свой родной город Лампсак. Павсаний и Валерий Максим в различных вариациях описывают историю, как Анаксимен спас город. Согласно данным авторам, Александр Македонский во время Восточного похода разгневался на лампсакийцев за их лояльность персам. В качестве посла к македонскому царю жители города выбрали Анаксимена. Александр Македонский догадался, что тот сейчас будет его просить не разрушать город, воскликнул: «Клянусь, что в этот раз я не поддамся на твои уговоры и риторические уловки и не выполню твоей просьбы!» Тогда Анаксимен, согласно Павсанию, ответил: «Окажи мне, о царь, следующую великую милость: продай в рабство жен и детей лампсакийцев, разрушь до основания весь их город и храмы богов у них сожги». В изложении Валерия Максима, просьба Анаксимена была лаконичней: «Прошу тебя разрушить Лампсак!» Чтобы не нарушить свою клятву, Александру пришлось оставить город и увести свои войска. После этого благодарные Анаксимену лампсакийцы воздвигли в его честь статую.
Анаксимен, предположительно, участвовал в Восточном походе Александра Македонского. Детали его жизни в этот период неизвестны. Возможно, истории о придворном философе при дворе Александра, коим являлся Анаксимен, были впоследствии приписаны другому философу-участнику похода с созвучным именем Анаксарху.
Анаксимен был автором несохранившихся трактатов о греческой истории «Έλληνικα», истории царствования Филиппа II «Φιλλιππικά» и походе Александра «τα περι Άλεξανδρον», от которых сохранились лишь небольшие отрывки.
Предположительно, Анаксимен умер уже после смерти Александра примерно в 320 году до н. э.

### Исследования
- Berve H. Das Alexanderreich auf prosopographischer Grundlage (нем.). — München: C. H. Beck`sche Verlagsbuchhandlung, 1926. — Vol. 2.
- Billows R. Antigonos the One-eyed and the Creation of the Hellenistic State (англ.). — Berkeley; Los Angeles; London: University of California Press, 1997. — ISBN 0-520-06378-3.
- Brzoska J[нем.]. Anaximenes 3 // Paulys Realencyclopädie der classischen Altertumswissenschaft :  [нем.] / Georg Wissowa. — Stuttgart : J. B. Metzler’sche Verlagsbuchhandlung, 1894. — Bd. I, 2. — Kol. 2086—2098.
- Heckel W. Who's Who in the Age of Alexander and his Successors. From Chaironea to Ipsos (338—301 BC) (англ.). — Barnsley: Greenhill Books, 2021. — 554 p. — ISBN 978-1-78438-648-1.